# Mořic Oranžský
Mořic Oranžský (14. listopadu 1567 Dillenburg – 23. dubna 1625 Haag) byl oranžský kníže, místodržící Spojených provincií nizozemských a nasavsko-dillenburský hrabě.

## Biografie

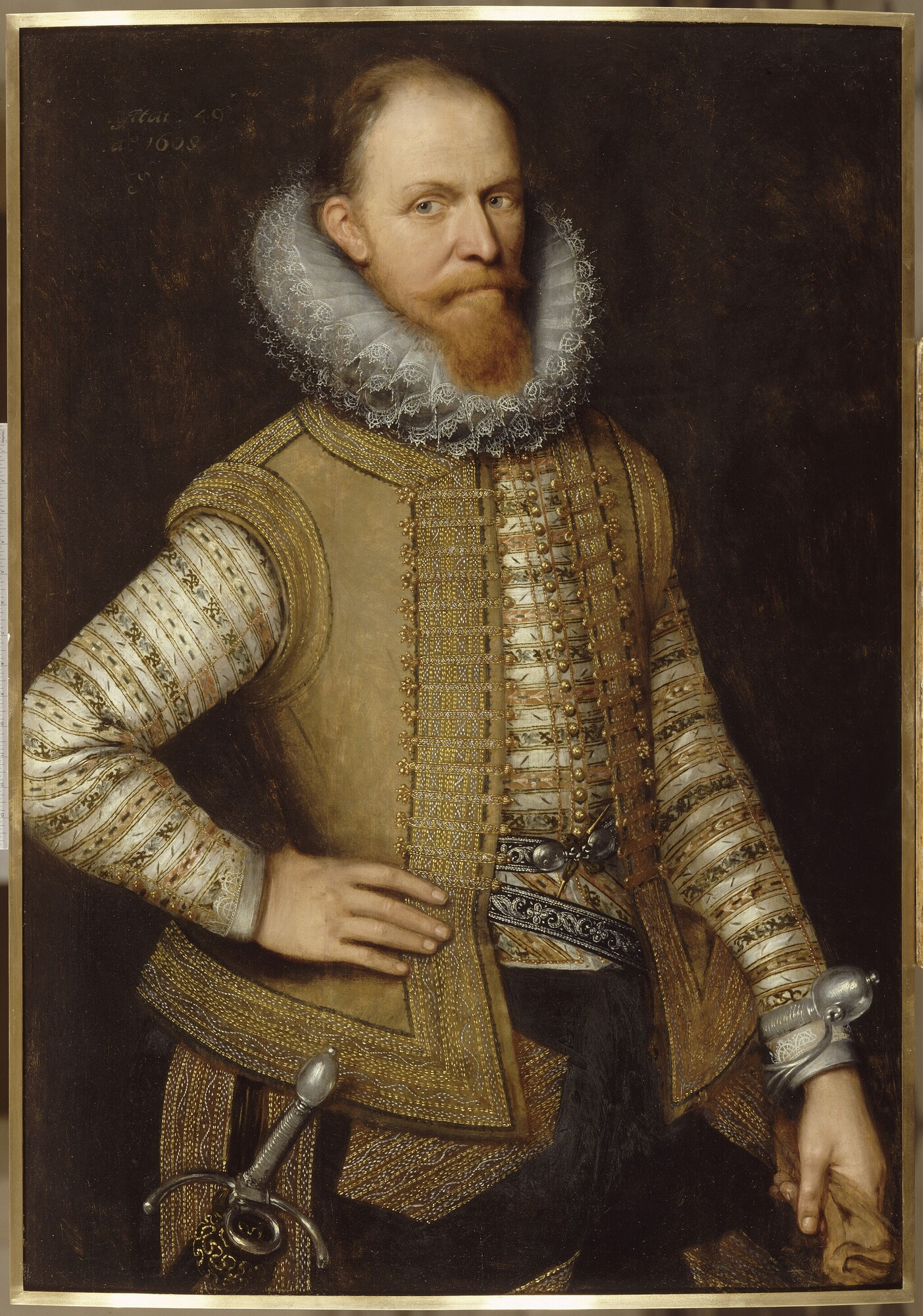
Mořic od Michiela Jansz. van Mierevelta

Mořic se narodil jako třetí syn (sedmé dítě) Viléma I. Oranžského (jeho nejstarší bratr Filip Vilém byl téměř 30 let ve Španělsku jako rukojmí a další starší bratr Mořic zemřel jako dvouleté dítě), a to z jeho druhého manželství s Annou Saskou. Jméno dostal po matčině otci, saském kurfiřtovi Mořici.
Byl vychováván v Dillenburgu u svého strýce Jana Nasavského. Spolu se svým bratrancem Vilémem Ludvíkem studoval v Heidelbergu a později se svým bratrem Filipem Vilémem v Leidenu, kde se setkal se Simonem Stevinem, vlámským matematikem a inženýrem. Studia mu hradily stavy Holandska a Zeelandu, neboť jeho otec upadl do finančních těžkostí, když v počátečních fázích nizozemského povstání pozbyl celého jmění.
Po zavraždění svého otce (1584) byl povolán do státní rady generálních stavů. Roku 1585 se stal místodržícím Holandska a Zeelandu, v roce 1590 také Utrechtu, Geldernu a Overijsselu. V roce 1587 byl jmenován hlavním velitelem nizozemské armády místo Roberta Dudleyho, hraběte Leicestera, který se poté vrátil do Anglie.
Kníže přeměnil povstání proti Španělům v úspěšnou válku. Studoval historii vojenství, strategii a taktiku, matematiku a astronomii a v přesvědčení, že je jedním z největších stratégů své doby spolu se svým bratrancem Vilémem Ludvíkem reorganizoval armádu. Vyvraceje názory Simona Stevina na teorii obléhání dobyl klíčové pevnosti a města Bredu (1590), Nijmegen (1591), Koevorden a Steenwijk (1592), Geertruidenberg (1593), Groningen (1594), Rheinbergen (1597). Roku 1600 porazil španělskou armádu v pozemní bitvě u Nieupoortu. V letech 1601–1604 bránil Ostende.
Od roku 1588 byl držitelem hodnosti generál admirál a tedy také velitelem nizozemského válečného loďstva. Jeho vítězství v jezdeckých bitvách u Turnhout (1597) a Nieuwpoort (1600) mu přinesla slávu po celé Evropě.

## Mořic a Johan van Oldenbarnevelt
Mořic uvěznil významného nizozemského politika Johana van Oldenbarnevelta, když bylo napětí mezi nimi postupně narůstalo: přes Mořicovu radu a nedbaje jeho protestů se van Oldenbarnevelt rozhodl podepsat dvanáctileté příměří se Španělskem, které trvalo od roku 1609 do 1621. Vymáhání daní na udržování armády a válečného loďstva a průběh válečných operací byla další otázkou sporu. S náboženskými problémy mezi gomaristy (nizozemští kalvinisté) a arminianisty dosáhl spor mezi Van Oldenbarneveltem a Mořicem kulminačního bodu. Van Oldenbarnevelt byl uvězněn, odsouzen a 13. května 1619 přes mnohé prosby o milost sťat.

## Konec vlády, smrt a odkaz

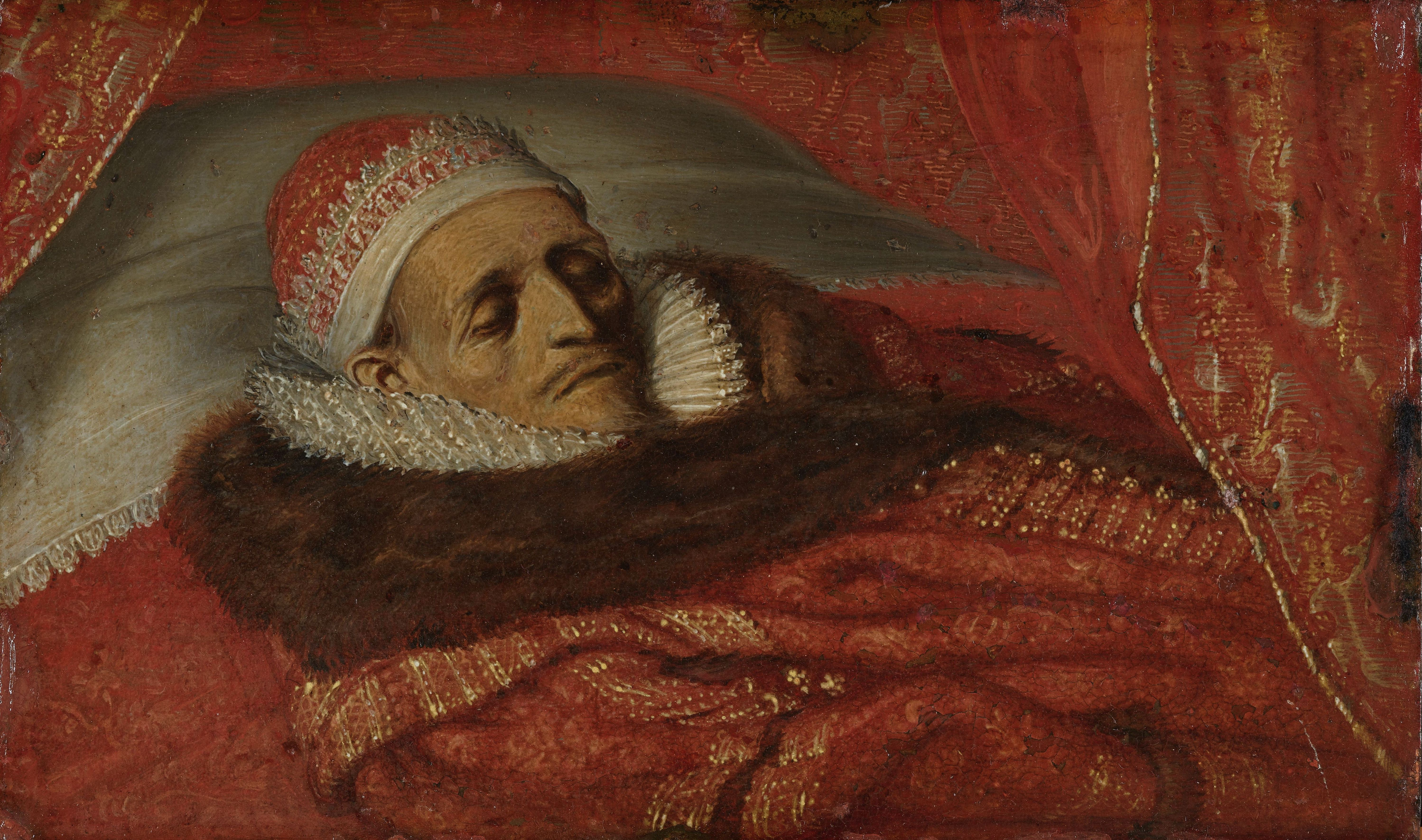
Mořic Oranžský na smrtelném loži.

Od roku 1618 až do své smrti byl Mořic neomezeným vládcem Nizozemska. Naléhal na svého mladšího bratra Frederika Hendrika, aby se kvůli zachování dynastie oženil (Mořic sám nikdy nebyl ženat, třebaže byl otcem nemanželských dětí s Margarethou Mechelenskou a Annou van de Kelder).
V roce 1621 válka znovu vzplanula a Španělé pod velením markýze Spinoly začali dosahovat značných úspěchů včetně dobytí Bredy, rezidence rodiny Nassau, v roce 1625. Mořic zemřel 23. dubna roku 1625, ještě když obléhání Bredy trvalo.
Mořic Oranžský byl velkým vojenským reformátorem. Měl vliv na úroveň nejen nizozemské armády, ale na celé západoevropské vojenské umění. Byl autorem tzv. nizozemské brigády, v jízdě zavedl tzv. karakolu, v letech 1597 až 1607 stanovil společně se svými bratry základní pravidla pro zacházení s mušketou.
Roku 1598 byl na jeho počest nizozemskou posádkou pojmenován ostrov Mauricius v Indickém oceánu a tento název přetrval až do dnešní doby.

## Vývod z předků
|                  |                                 |  |                     |                             |  |  |  |  |  |  |  | Jan. Nasavsko-Dillenburský |
|                  |                                 |  |                     |                             |  |  |  |  |  |  |  |                            |
|                  | Jan V. Nasavsko-Dillenburský    |  |                     |                             |  |  |  |  |  |  |  |                            |
|                  |                                 |  |                     |                             |  |  |  |  |  |  |  |                            |
|                  |                                 |  |                     | Marie Loon-Heinsberg        |  |  |  |  |  |  |  |                            |
|                  |                                 |  |                     |                             |  |  |  |  |  |  |  |                            |
|                  | Vilém I. Nasavsko-Dillenburský  |  |                     |                             |  |  |  |  |  |  |  |                            |
|                  |                                 |  |                     |                             |  |  |  |  |  |  |  |                            |
|                  |                                 |  |                     | Jindřich III. Hesenský      |  |  |  |  |  |  |  |                            |
|                  |                                 |  |                     |                             |  |  |  |  |  |  |  |                            |
|                  | Alžběta Hesensko-Marburská      |  |                     |                             |  |  |  |  |  |  |  |                            |
|                  |                                 |  |                     |                             |  |  |  |  |  |  |  |                            |
|                  |                                 |  |                     | Anna z Katzenelnbogenu      |  |  |  |  |  |  |  |                            |
|                  |                                 |  |                     |                             |  |  |  |  |  |  |  |                            |
|                  | Vilém I. Oranžský               |  |                     |                             |  |  |  |  |  |  |  |                            |
|                  |                                 |  |                     |                             |  |  |  |  |  |  |  |                            |
|                  |                                 |  |                     | Jindřich IX. ze Stolbergu   |  |  |  |  |  |  |  |                            |
|                  |                                 |  |                     |                             |  |  |  |  |  |  |  |                            |
|                  | Bodo VIII. Stolberg-Wernigerode |  |                     |                             |  |  |  |  |  |  |  |                            |
|                  |                                 |  |                     |                             |  |  |  |  |  |  |  |                            |
|                  |                                 |  |                     | Matylda z Mansfeldu         |  |  |  |  |  |  |  |                            |
|                  |                                 |  |                     |                             |  |  |  |  |  |  |  |                            |
|                  | Juliana ze Stolbergu            |  |                     |                             |  |  |  |  |  |  |  |                            |
|                  |                                 |  |                     |                             |  |  |  |  |  |  |  |                            |
|                  |                                 |  |                     | Filip I. z Eppsteinu        |  |  |  |  |  |  |  |                            |
|                  |                                 |  |                     |                             |  |  |  |  |  |  |  |                            |
|                  | Anna Eppstein-Königstein        |  |                     |                             |  |  |  |  |  |  |  |                            |
|                  |                                 |  |                     |                             |  |  |  |  |  |  |  |                            |
|                  |                                 |  |                     | Louise de La Marck          |  |  |  |  |  |  |  |                            |
|                  |                                 |  |                     |                             |  |  |  |  |  |  |  |                            |
| 'Mořic Oranžský' |                                 |  |                     |                             |  |  |  |  |  |  |  |                            |
|                  |                                 |  |                     |                             |  |  |  |  |  |  |  |                            |
|                  |                                 |  | Albrecht III. Saský |                             |  |  |  |  |  |  |  |                            |
|                  |                                 |  |                     |                             |  |  |  |  |  |  |  |                            |
|                  | Jindřich IV. Saský              |  |                     |                             |  |  |  |  |  |  |  |                            |
|                  |                                 |  |                     |                             |  |  |  |  |  |  |  |                            |
|                  |                                 |  |                     | Zdenka Česká                |  |  |  |  |  |  |  |                            |
|                  |                                 |  |                     |                             |  |  |  |  |  |  |  |                            |
|                  | Mořic Saský                     |  |                     |                             |  |  |  |  |  |  |  |                            |
|                  |                                 |  |                     |                             |  |  |  |  |  |  |  |                            |
|                  |                                 |  |                     | Magnus II. Meklenburský     |  |  |  |  |  |  |  |                            |
|                  |                                 |  |                     |                             |  |  |  |  |  |  |  |                            |
|                  | Kateřina Meklenburská           |  |                     |                             |  |  |  |  |  |  |  |                            |
|                  |                                 |  |                     |                             |  |  |  |  |  |  |  |                            |
|                  |                                 |  |                     | Žofie Pomořanská            |  |  |  |  |  |  |  |                            |
|                  |                                 |  |                     |                             |  |  |  |  |  |  |  |                            |
|                  | Anna Saská                      |  |                     |                             |  |  |  |  |  |  |  |                            |
|                  |                                 |  |                     |                             |  |  |  |  |  |  |  |                            |
|                  |                                 |  |                     | Vilém II. Hesenský          |  |  |  |  |  |  |  |                            |
|                  |                                 |  |                     |                             |  |  |  |  |  |  |  |                            |
|                  | Filip I. Hesenský               |  |                     |                             |  |  |  |  |  |  |  |                            |
|                  |                                 |  |                     |                             |  |  |  |  |  |  |  |                            |
|                  |                                 |  |                     | Anna Meklenbursko-Zvěřínská |  |  |  |  |  |  |  |                            |
|                  |                                 |  |                     |                             |  |  |  |  |  |  |  |                            |
|                  | Anežka Hesenská                 |  |                     |                             |  |  |  |  |  |  |  |                            |
|                  |                                 |  |                     |                             |  |  |  |  |  |  |  |                            |
|                  |                                 |  |                     | Jiří Saský                  |  |  |  |  |  |  |  |                            |
|                  |                                 |  |                     |                             |  |  |  |  |  |  |  |                            |
|                  | Kristýna Saská                  |  |                     |                             |  |  |  |  |  |  |  |                            |
|                  |                                 |  |                     |                             |  |  |  |  |  |  |  |                            |
|                  |                                 |  |                     | Barbora Jagellonská         |  |  |  |  |  |  |  |                            |
|                  |                                 |  |                     |                             |  |  |  |  |  |  |  |                            |